# Lonja del Cáñamo
La Lonja del Cáñamo situada en la calle Caballeros n.º 1 de Castellón de la Plana (España), es un edificio construido en el siglo XVIII en estilo barroco que fue ampliado en el siglo XIX. 

## Descripción
En el centro de la ciudad, cercano a la plaza Mayor, se encuentra este edificio. La Lonja se levantó en el primer tercio del siglo XVII, para ello el Consell de la ciudad compró la Casa Gumbau que fue derribada en 1605 para construir el nuevo edificio. Fue realizado por Francesc Galiança. También se la conoce como "la Llotja del Cànem".
Se trata de un edificio de planta cuadrangular, abierto por los lados exentos con dos arcos que apoyan en columnas y semicolumnas de orden toscano. El único elemento escultórico, el escudo de la villa, se encuentra entre las enjutas de los arcos de la calle Colón. La fábrica del edificio es de sillería. 
A principios del siglo XIX el ayuntamiento vendió el derecho de construir un piso superior. También se llevó a cabo la ampliación del piso inferior por ambos lados, utilizándose el mismo material y lenguaje arquitectónico. El piso superior se ordena con ventanales rectangulares con frontones curvos asentados en ménsulas, sobre los que sitúan unos óculos elípticos. Destaca el balcón corrido en esquina de rejería. 
Se tienen noticias de que la fachada de este piso estuvo pintada con pinturas alegóricas de Oliet. El conjunto se corona con una cornisa clásica con ovas y un antepecho rematado por jarrones.
La Universitat Jaume I compró el edificio en 1999 y, después de una rehabilitación de urgencia a causa de su mal estado, destina el espacio a sala de exposiciones entre 2002 y 2005. Finalmente, el 27 de febrero de 2007 se inaugura la Lonja completamente restaurada como Sede de la Ciudad de la Universitat Jaume I. Desde entonces se utiliza como centro cultural en el que se programan exposiciones, charlas, debates y cursos y alberga las oficinas de la Sociedad de Amigos y Antiguos Alumnos de la Universitat Jaume I.